# 호스필드과일박쥐
호스필드과일박쥐(Cynopterus horsfieldii)는 큰박쥐과에 속하는 박쥐의 일종이다. 동남아시아에서 발견된다. 학명과 통용명은 영국박물관에 모식종 표본을 제공한 미국인 박물학자 호스필드(Thomas Horsfield)의 이름에서 유래했다.

## 분포 및 서식지
호스필드과일박쥐는 태국과 인도네시아, 말레이시아 그리고 브루나이에서 발견된다. 분포 지역 내의 울창한 일차 우림부터 농경지와 도시 근교까지의 저지대 서식지에서 산다.

## 아종
4종의 아종이 알려져 있다.
- Cynopterus horsfieldii horsfieldii - 자와섬과 동쪽으로 숨바와섬 사이의 제도
- Cynopterus horsfieldii harpax - 태국, 말레이반도, 수마트라섬
- Cynopterus horsfieldii persimilis - 보르네오섬
- Cynopterus horsfieldii princeps - 니아스섬